# Luigi Vittorio Ferraris
Luigi Vittorio Graf Ferraris (* 20. März 1928 in Rom; † 13. November 2018 in Senigallia) war ein italienischer Diplomat, Staats- und Rechtswissenschaftler.

## Leben
Ferraris, Sohn eines Landwirts, stammte aus einer bekannten piemontesischen Familie. Seine Großväter waren Luigi Ferraris, Abgeordneter, Minister und Senator im Königreich Italien, und Giancarlo Croce, ein General. Sein Großonkel Galileo Ferraris war Physiker und Erfinder des Ferraris-Zählers, ein anderer war der Archäologe Luciano Pigorini, der Begründer der prähistorischen und protohistorischen Archäologie in Italien.
Nach dem Schulbesuch in Turin studierte er Rechtswissenschaften an der Universität Rom und wurde 1949 zum Dr. jur. promoviert. Er studierte Völkerrecht an der Universität Heidelberg und der Akademie für Völkerrecht in Den Haag sowie der Universität Oxford.
1952 trat Ferraris in den diplomatischen Dienst Italiens ein. 1953 wurde er Konsularattaché, später Pressereferent am italienischen Generalkonsulat in München. Nach verschiedenen diplomatischen Tätigkeiten in Newark / New York, Ankara, Sofia, Caracas, Warschau war er von 1980 bis zu seinem Ruhestand 1987 italienischer Botschafter in Bonn.
Von 1987 bis 2000 war er Staatsrat (Richter) und seit 2000 Ehrenpräsident der Sektion des Staatsrates, dem Obersten Verwaltungsgericht Italiens in Rom. 1996 war er Staatssekretär für auswärtige Angelegenheiten.
Seit 1987 war er als Wissenschaftler und Hochschullehrer an der Fakultät für Politikwissenschaft an der Oriental University von Neapel, an der Universität von Florenz, an La Sapienza und an der Luiss-Universität in Rom tätig. An der Universität von Triest hatte er eine Professur für Internationale Politik, Strategische Studien und Internationale Beziehungen inne.
Luigi Vittorio Ferraris war Präsident des italienisch-deutschen Zentrums Villa Vigoni und des Circolo di Studi Diplomatici; Präsident des „Zentrums für internationale Versöhnung“ von Rom, der „Italienisch-Deutschen Akademie der Studien“ in Meran und Mitglied weiterer Institutionen.
Ferraris veröffentlichte mehrere Bücher und über 400 Aufsätze über internationale Beziehungen, Beziehungsgeschichte, internationale Politik und Osteuropäische Politik.

## Ehrungen
- Ritter des Großkreuzes des Verdienstordens der Italienischen Republik
- Fellow Harris des Rotary Club of Senigallia
- Silbermedaille des Verdienstes um die Kultur (Medaglia d’argento di benemerito della Cultura)
- Ehrenbürger von Ostra
- Acqui Storia Award

## Schriften
- Wenn schon, denn schon – aber ohne Hysterie : an meine dt. Freunde., München 1988
- Italien auf dem Weg zur «zweiten Republik»?: Die politische Entwicklung Italiens seit 1992 (Italien in Geschichte und Gegenwart), Peter Lang 1995, ISBN 3-631-47929-8